# Peta Wilson
Peta Gia Wilson (Sydney, 18 de novembro de 1970) é uma atriz e modelo australiana, mais conhecida por ter interpretado Nikita na série de televisão La Femme Nikita, baseada no filme homônimo de 1990.
Com o encerramento da série, em 2001, Peta continuou a carreira de atriz, tendo inclusive interpretado Mina Harker no filme The League of Extraordinary Gentlemen. Fez o papel da aeromoça Bobbie Faye no filme Superman Returns.

## Biografia
Wilson nasceu na Austrália, cidade de Sydney, Nova Gales do Sul. Filha do casal Karlene White e Darcy Wilson (que viriam a se divorciar no ano de 1982).
Durante sua infância, ela e sua família mudavam de cidade constantemente - graças ao trabalho de seu pai como membro da força especial do país - o que a levou a se interessar pela atuação e pelo entretenimento, como forma de compensar a constante necessidade de se adaptar a novos ambientes.
Na adolescência, Wilson viria a se envolver com a prática de esportes, em especial netball e natação. Sua mãe começou a ficar preocupada com a possibilidade de sua filha, energética como era, se tornasse cada vez mais uma tomboy devido à intensa prática de esportes e a preferência pela companhia de rapazes. Por causa disso, ela começaria a ter aulas de etiqueta e comportamento. E, durante uma dessas aulas, viria a ser "descoberta" por uma agência de modelos, com quem logo viria a assinar um contrato.

## Carreira
A carreira de modelo possibilitou que Wilson morasse na Europa durante certo tempo, mas, ao se mudar para Los Angeles, ela começaria a estudar atuação em 1991.
Durante este período, viria a estudar com profissionais como Arthur Mendoza (do The Actors Circle Theatre de Los Angeles) e Tom Waits, no TomKat Repertory Group. No início de sua carreira como atriz, Peta faria pequenas participações em filmes independentes como Loser e One of Our Own. Em 1996, sentindo-se pronta para seguir com seus estudos na cidade de Nova Iorque, a atriz acabaria sendo persuadida a participar de uma audição promovida na época pela rede de televisão USA Network. Vencendo mais de 200 concorrentes, Wilson obteve o papel principal na série La Femme Nikita, que viria a ser produzida no Canadá.
Baseado no filme homônimo de Luc Besson, a série teria Wilson interpretando "Nikita", uma agente secreta treinada em diversas artes marciais que, após ser falsamente declarada culpada de um crime que não cometeu, começa a trabalhar como espiã.
A série viria a se tornar um dos maiores sucessos da época, tanto de crítica como de público, dando um grande impulso à carreira de Wilson, cuja aclamada interpretação lhe rendeu duas indicações aos Prêmios Gemini na categoria Melhor Performance por uma Atriz num Papel Principal Dramático.
Após o término da série, Wilson ficaria um certo período sem grandes papéis de destaque, mas, em 2003, venceria concorrentes como Monica Bellucci pelo papel da vampira Mina Harker no filme The League of Extraordinary Gentlemen, ao lado de Sean Connery (que interpretaria Alan Quatermain). Em Julho de 2004, posaria nua para a edição norte-americana da revista Playboy.
Mais recentemente, em 2006, pode ser vista como Bobbie Faye no filme Superman Returns.

## Vida pessoal
Desde 1992, Wilson tem vivido com Damien Harris (filho do ator Richard Harris). Em 2001, o casal teve um filho, James.

## Filmografia
| Ano  | Título Original                       | Papel                | Observações            |
| 2013 | Dutch Kills                           | Ladye Bishop         |                        |
| 2011 | Liberator                             | Marla Criswell       |                        |
| 2010 | Errand_boy                            | Genie                |                        |
| 2009 | Malibu Shark                          | Heather              |                        |
| 2008 | Beautiful                             | Sherrie              |                        |
| 2007 | Gardens of the Night                  | Sarah                |                        |
| 2006 | Superman Returns                      | Bobbie Faye          |                        |
| 2003 | The League of Extraordinary Gentlemen | Mina Harker          |                        |
| 2004 | False Pretenses                       | Dianne/Dee Dee       | Filme feito para a TV  |
| 2002 | Joe and Max                           | Anny Ondra           | Filme feito para a TV  |
| 2000 | Mercy                                 | Vickie Kittrie       |                        |
| 1997 | One of Our Own                        | Cpl. Jennifer Vaughn |                        |
| 1997 | Vanishing Point                       | Motoqueira           | Filmes feito para a TV |
| 1996 | Loser                                 | Alyssha Rourke       |                        |
| 1996 | Woman Undone                          | Recepcionista        | Filmes feito para a TV |
| 1995 | Naked Jane                            |                      |                        |
| 1995 | The Sadness of Sex                    | "Garota dos sonhos"  |                        |

### Televisão
| Ano       | Título Original | Papel          | Observações                    |
| 2012      | The Finder      | Pope           |                                |
| 2010      | CSI: MIami      | Amanda         |                                |
| 2006      | Two Twisted     | Mischa Sparkle |                                |
| 2005      | Jonny Zero      | Aly            | 2 episódios                    |
| 2001      | A Girl Thing    | Alex           | minissérie televisiva          |
| 2001      | Other People    | Harriet Stone  | Episódio piloto malsucedido.   |
| 1997–2001 | La Femme Nikita | Nikita         |                                |
| 1996      | Highlander      | Inspetora      |                                |
| 1996      | Strangers       | Martha         | Creditada como Peta Gia Wilson |